# Denis Aleksandrovich Fomin
Bản mẫu:Eastern Slavic name
Denis Aleksandrovich Fomin (tiếng Nga: Дени́с Алекса́ндрович Фоми́н; sinh ngày 3 tháng 5 năm 1996) là một hậu vệ bóng đá người Nga. Anh thi đấu cho F.K. Ural Sverdlovsk Oblast.

## Sự nghiệp câu lạc bộ
Anh có màn ra mắt tại Russian Second Division cho FC Tekstilshchik Ivanovo vào ngày 20 tháng 4 năm 2013 trong trận đấu với FC Znamya Truda Orekhovo-Zuyevo.
Anh ra mắt tại Giải bóng đá ngoại hạng Nga vào ngày 7 tháng 3 năm 2015 cho F.K. Ural Sverdlovsk Oblast trong trận đấu với F.K. Zenit Sankt Peterburg.